# Micropentila villiersi
Micropentila villiersi är en fjärilsart som beskrevs av Henry Stempffer 1970. Micropentila villiersi ingår i släktet Micropentila och familjen juvelvingar. Inga underarter finns listade i Catalogue of Life.